# Kiyomitsu Kobari

Kiyomitsu Kobari (小針 清允, Kobari Kiyomitsu) est un footballeur japonais né le 12 juin 1977. Il est gardien de but.

## Biographie
Kiyomitsu Kobari commence sa carrière professionnelle au Verdy Kawasaki, club où il officie comme gardien remplaçant. Il est brièvement prêté en 2001 au Vissel Kobe, sans succès.
En 2002, il rejoint le Vegalta Sendai, équipe où il joue plus régulièrement. Il reste six saisons dans ce club.
En 2008, Kiyomitsu Kobari s'engage en faveur du Tochigi SC, puis en 2010 il signe au Gainare Tottori.
Au total, Kobari dispute 37 matchs en J-League 1.